# SAFFA
«Выставка женского труда в Швейцарии» (нем. Schweizeische Ausstellung für Frauenarbeit, SAFFA) — национальная экспозиция, проведённая в 1928 году в Берне и в 1958 году в Цюрихе. САФФА была организована Союзом женских обществ (нем. Bund Schweizerischer Frauenvereine, BFS; фр. Alliance des sociétés féminines suisses, ASF), Швейцарской католической женской лигой (нем. Schweizerischer Katholischer Frauenbund, SKF; фр. Ligue suisse de femmes catholiques) и 28 другими женскими ассоциациями Швейцарии, чтобы подчеркнуть важность труда и шаткое положение женщин, работающих по профессии в послевоенные годы.

## Saffa 1928 года
Первая выставка SAFFA прошла с 26 августа по 30 сентября 1928 года в районе Фирфельд (нем. Vierfeld) в Берне (ныне Ленггассе-Фельсенау) в доме, спроектированным и построенным руководителем организации Луизой (Lux) ГейерЛуизой Гейер, первой женщиной-архитектором в Швейцарии. Здание для выставки было построено за три месяца с использованием сборных элементов из дерева. Открытие выставки упрочило репутацию Гейер как архитектора.
Основной темой выставки стал женский труд в семье, в повседневной жизни, в науке и искусстве, а также важность работающих женщин для экономики и общества Швейцарии. Одной из целей SAFFA было повысить уверенность женщины в своих навыках. Помимо этого, выставка проводила кампанию за политические права женщин, а также их доступ к оплачиваемому труду.
Один из знаковых символов этой первой выставки — огромная улитка на колеснице, символизирующая медлительность в вопросе предоставления женщинам избирательного права в Швейцарии.
Прибыль от проведённой выставки позволило в 1931 году создать кредитную организацию Bürgschaftsgenossenschaft SAFFA с капиталом в 350 000 франков, которая должна была предоставлять кредиты женщинам, желающим создать своё собственное предприятие. 5 октября 1967 года она была признана общественно-полезной организацией.
Бернская ежедневная газета Der Bund посвятила свою первую страницу SAFFA в своём выпуске от 24 августа 1928 года.

## Saffa 1958 года
Вторая выставка SAFFA прошла с 17 июля по 15 сентября 1958 года на Landiwiese в цюрихском районе Воллисхофен (нем. Wollishofen), в которой приняли участие свыше ста национальных и кантональных женских ассоциаций. Специально созданный для этого события искусственный остров на Цюрихском озере, так и названный «Остров Саффа» (нем. Saffa-Insel), впоследствии стал популярным местом встреч. Главным архитектором выставки был Аннемари Хубахер-Констам (нем. Annemarie Hubacher-Constam), а основной темой стал «Цикл жизни женщины в семье, на работе и государство». SAFFA показала подлинную роль, которую играют женщины в развивающейся экономике, выступая в качестве потребителей и работников в области образования, занятости, промышленности и отдыха. В соответствии с экономическими и социально-политическими требованиями, SAFFA представила идеал модели жизни женщин, включающий в себя три этапа: работа до замужества, материнство и возвращение на рынок труда после декретного отпуска. Кроме того, было замечено, что женщины способны погасить негативные последствия в быстро меняющемся мире, распространяя гармонию внутри и за пределами своих семей. SAFFA работала в том числе и для того, чтобы мужчины смогли осознать необходимость и значимость услуг, оказываемых женщинами всему обществу и, следовательно, были бы мотивированы устранить дискриминацию в отношении женщин. Доходы с обеих выставок позволили финансово обеспечить организации женской взаимопомощи.
Выставку, организованную и оформленную исключительно женщинами, увидели 1,9 млн посетителей. Также во время второй выставки SAFFA вышла в свет книга Ирис фон Ротен-Мейер «Женщины в клетке» (нем. Frauen im Laufgitter), часто упоминаемая как швейцарская версия книги Симоны де Бовуар «Второй пол», изданная в 1949 году.
Демонстрация женской солидарности на выставке была представлена в новаторской и весьма заметной форме — ротондами. На них были представлены такие темы, как «Мой дом — мой мир», «Иглы и нити» и «На кухне», которые вызвали живой интерес домохозяек. SAFFA 1958 года была отмечена голосованием по вопросу избирательного права женщин. Организаторы не проявили себя слишком воинственными и даже создали ротонду «Рай для мужчин». На участке, зарезервированном для театральной выставки, Йорг Шнайдер (нем. Jörg Schneider) представил комедию «Лисистрата».
Женщины вносят различные идеи, которые являются инновационными для этой эпохи. Одной из таких идей было создание оркестра, игравшего на концерте при открытии выставки. Этот оркестр состоял исключительно из женщин-музыкантов. Его дирижёром стала первая в Швейцарии женщина-руководитель оркестра Хеди Салька (нем. Hedi Salquin). Оркестр исполнил написанное Фернанде Пейро (Fernande Peyrot) специально для SAFFA 1958 года произведение Intrada.. Она сыграла в одной из главных церквей Цюриха Вассеркирхе в присутствии членов Федерального совета.
Выставка имела грандиозный успех и принесла существенную финансовую прибыль, которая была использована для помощи ассоциациям женской солидарности. Остров Саффа теперь является частью территориальных вод, принадлежащих в кантону Цюрих.. Швейцарская почта выпустила марку с изображением SAFFA..

## Saffa в 2020 году
Федеральный совет Швейцарии в феврале 2007 года подписал Факультативный протокол в дополнение к Конвенции за правовое и формальное признание полноправия женщин в Швейцарии. Интернет-платформа frauennet.ch предлагает в третий раз провести выставку SAFFA и вновь на острове Saffa в Цюрихе. Реализация проекта задерживается из-за финансовых трудностей. Альянс F, известный как Федерация швейцарских женских ассоциаций (нем. Bund Schweizerischer Frauenvereine - BFS), готовится к третьей выставке Saffa. Для этой цели создана ассоциация «Горизонт 2020» и начат проект «2020 — женский взгляд на будущее».. Проект ставит перед собой задачу представить идеи и видение общества будущего с женской точки зрения, и представить это широкой общественности в дидактической форме.
. Первая веб-презентация была осуществлена в 2013 году и является этапом по осуществлению выставки SAFFA 2020.
Проект−2020 «Женский взгляд в будущее» курируют три женщины-депутата Федерального Совета Дорис Лойтхард, Симонетта Соммаруга и Эвелин Видмер-Шлумпф, а также бывший Президент Швейцарской Конфедерации Мишлин Кальми-Рей (Micheline Calmy-Rey ).